# Iztaccíhuatl
Az 5220–5230 m magas Iztaccíhuatl egy alvó vulkán, Mexikó vulkánjai közül a harmadik legmagasabb. Puebla állam San Salvador el Verde községének és México állam Tlalmanalco községének határán emelkedik a Popocatépetltől 17 km-rel északra, mellyel együtt alkotják az Iztaccíhuatl-Popocatépetl Nemzeti Parkot.

## A hegy megmászása
Az Iztaccíhuatl első feljegyzett megmászója James de Salis volt, ő 1889-ben ért fel a csúcsra. Legajánlottabb a decembertől áprilisig tartó időszakban próbálkozni, a terep nem igényel rendkívüli felkészülést, viszont a nagy magasság miatt az akklimatizálódáshoz időre van szükség, azonban a mászás így is teljesíthető egyetlen napon belül. A leggyakrabban használt útvonal az úgynevezett Arista del Sol („A Nap Hegygerince”), mely México állam irányából (nyugatról) közelíti meg a csúcsot. Autóval egészen a 3980 m magasságban található La Joya nevű parkolóig fel lehet menni.

## A vulkánok legendája
A két szomszédos vulkán ősidők óta foglalkoztatja az itt élő népek képzeletét. Ennek köszönhetően több ősi legenda is szárnyra kapott a területet benépesítő aztékok köreiben. Az Iztaccíhuatl neve is ezekre a történetekre emlékeztet: a navatl nyelvben az iztac jelentése fehér, a cihuatl pedig nőt jelent, így a vulkán nevének jelentése: fehér nő, de nevezik alvó nőnek is.
A legelterjedtebb változat szerint a két vulkán egy szerelmespárt testesít meg: Popocatépetl egy bátor harcos, Iztaccíhuatl egy hercegnő volt. Hogy összeházasodhassanak, a harcos megállapodott a hercegnő apjával, hogy sikerrel tér vissza egy messzi, oaxacai háborúból (nem bízott abban, hogy sikerrel jár). Mialatt ő távol volt, az otthon várakozó hercegnő napjai egyre szomorúbban teltek. Egy nap Popocatépetl egyik riválisa azzal a hazugsággal állított be a hercegnőhöz, hogy jegyese a háborúban fogságba esett és feláldozták. Erre a hírre Iztaccíhuatl szíve teljesen összetörött, és a halálba menekült (vagy bánatában meghalt). Amikor szerelmese később győztesen hazatért a harcokból, kérte a királyt, teljesítse ígéretét és adja neki a lányát, de amikor kiderült, hogy mi történt, Popocatépetl felvitte a halott lányt egy hegyre, melynek 10 csúcsát 20 000 rabszolgával építtette fel, ahol az istenek, meghatottan látva a pár szerelmének tisztaságát, átváltoztatták a halott testet egy alvó tűzhányóvá (egyik irányból nézve valóban hasonlít egy fekvő nőre). A férfi esküt tett, hogy egy örökké égő fáklyával fogja őt óvni ezentúl, ezért az istenek őt is vulkánná, de folyton tüzet lövellő, aktív vulkánná változtatták. Néha azt is hozzáteszik, hogy a hazug hírt elmondó, és ezáltal a nő halálát okozó ember is meghalt bűnbánatában, ő is heggyé változott: belőle keletkezett a Citlaltépetl (más néven Orizaba).
Egy másik történet azt meséli, hogy a helyiek úgy döntöttek, hogy a bőséges termés érdekében feláldoznak egy szép nőt az isteneknek: a választás Iztaccíhuatlra esett. Hogy ezt megakadályozza, szerelmese, Popocatépetl úgy döntött, megszöknek kedvesével, azonban az őrök észrevették őket és nyilakkal lődöztek utánuk. Popocatépetlnek sikerült sértetlenül megmenekülnie, azonban a lányt megölte az egyik nyílvessző. A férfi elvitte a halott testet, és megfogadta, hogy örökké őrizni fogja őt.